# Ментухотеп I
Ментухотеп I Нахтнеб-Тепнефер — давньоєгипетський номарх IV верхньоєгипетського ному з центром у Фівах.

## Життєпис
Був сином номарха Ініотефа Старшого. Ім'я Ментухотеп (Манта-хатпі) означає «Умиротворений Монту» або «Монту є сутність». Хоча Ментухотеп, очевидно, не приймав царський титул, але саме він вважається засновником XI (фіванської) династії єгипетських фараонів.